# Chongchu (vino)
El chongchu (literalmente ‘vino claro’ o ‘licor claro’) es un vino de arroz coreano parecido al sake japonés, o más específicamente al nihonshu. Una marca popular de chongchu es Chung Ha (hangul 청하). Hay diversas variantes locales, incluyendo el popchu, que se elabora en al antigua ciudad de Gyeongju.